# Dablan
Dablan (arab. ‏دبلان‎) – miejscowość w Syrii, w muhafazie Dajr az-Zaur. W 2004 roku liczyła 6149 mieszkańców.